# Uran(III)-bromid
Uran(III)-bromid ist eine chemische Verbindung aus den Elementen Uran und Brom. Es besitzt die Formel UBr3 und gehört zur Stoffklasse der Bromide.

## Darstellung
Uran(III)-bromid kann durch Reaktion von Uran(III)-hydrid und Bromwasserstoff dargestellt werden.
{\displaystyle {\ce {UH3 + 3 HBr -> UBr3 + 3 H2}}}
Im Gegensatz zur obigen Reaktion entsteht bei Reduktion von Uran(IV)-bromid mit Wasserstoff ein Produkt, das weniger Brom enthält, als es der stöchiometrischen Zusammensetzung UBr3 entspricht.

## Eigenschaften
Uran(III)-bromid ist ein roter Feststoff, der bei 730 °C schmilzt und in geschmolzenem Zustand  grünlich aussieht. Die Struktur des Uran(III)-bromids entspricht der des Uran(III)-chlorids. In dieser werden die Uranatome von je neun Bromatomen umgeben. Als Koordinationspolyeder ergibt sich dabei ein dreifach überkapptes, trigonales Prisma. Es kristallisiert im hexagonalen Kristallsystem in der Raumgruppe P63/m (Nr. 176) mit den Gitterparametern a = 794,2 pm und c = 444,1 pm und zwei Formeleinheiten pro Elementarzelle.